# 格尼洛伊季基奇河
赫尼利蒂基奇河（羅馬化：Hnylyi Tikych），又按俄语名译为格尼洛伊季基奇河（羅馬化：Gniloy Tikich），是烏克蘭的河流，屬於錫紐哈河的支流，河道全長157公里，流域面積3,150平方公里，發源自第聶伯高地，流經切爾卡瑟州和基輔州，河畔城鎮有兹韦尼霍罗德卡。